# Chrysobothris polymetallichroma
Chrysobothris polymetallichroma es una especie de escarabajo del género Chrysobothris, familia Buprestidae. Fue descrita científicamente por Westcott en 1998.